# 엘아티요시

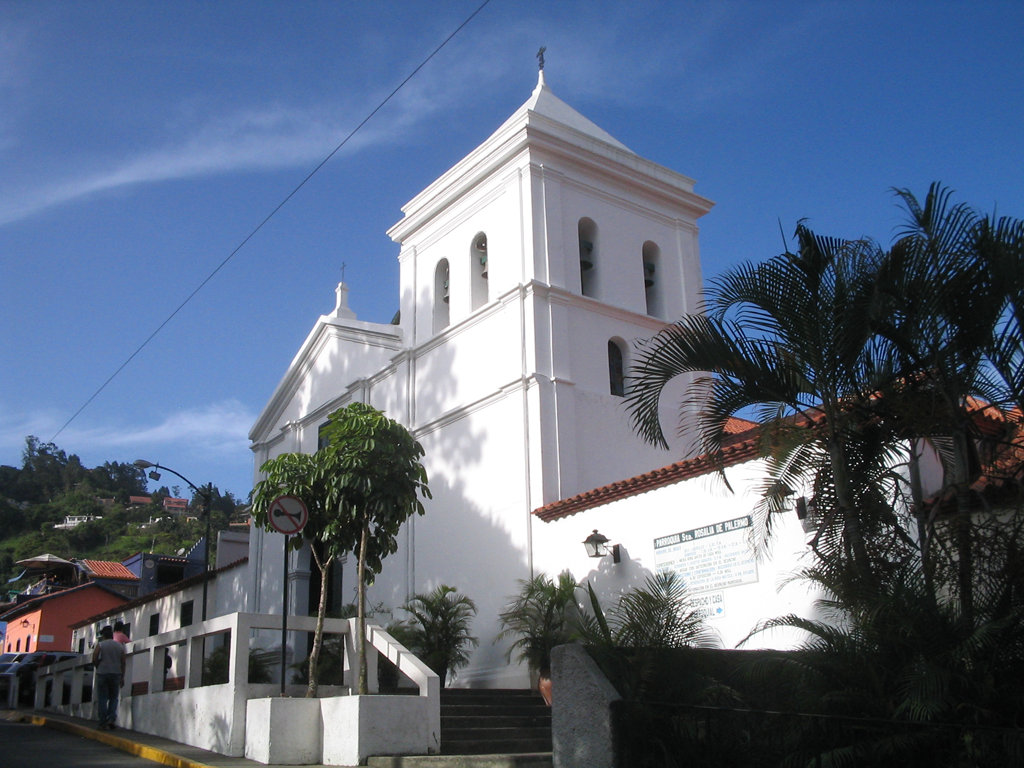
엘아티요 시의 산타 로살리아 데 팔레르모(Santa Rosalía de Palermo) 교회

엘아티요 시의 위치

엘아티요시(스페인어: El Hatillo)는 베네수엘라 미란다 주의 지방 자치체로 행정 중심지는 엘아티요이며 면적은 114km2, 높이는 1,136m, 인구는 54,225명(2001년 기준)이다.